# Forat negre estel·lar

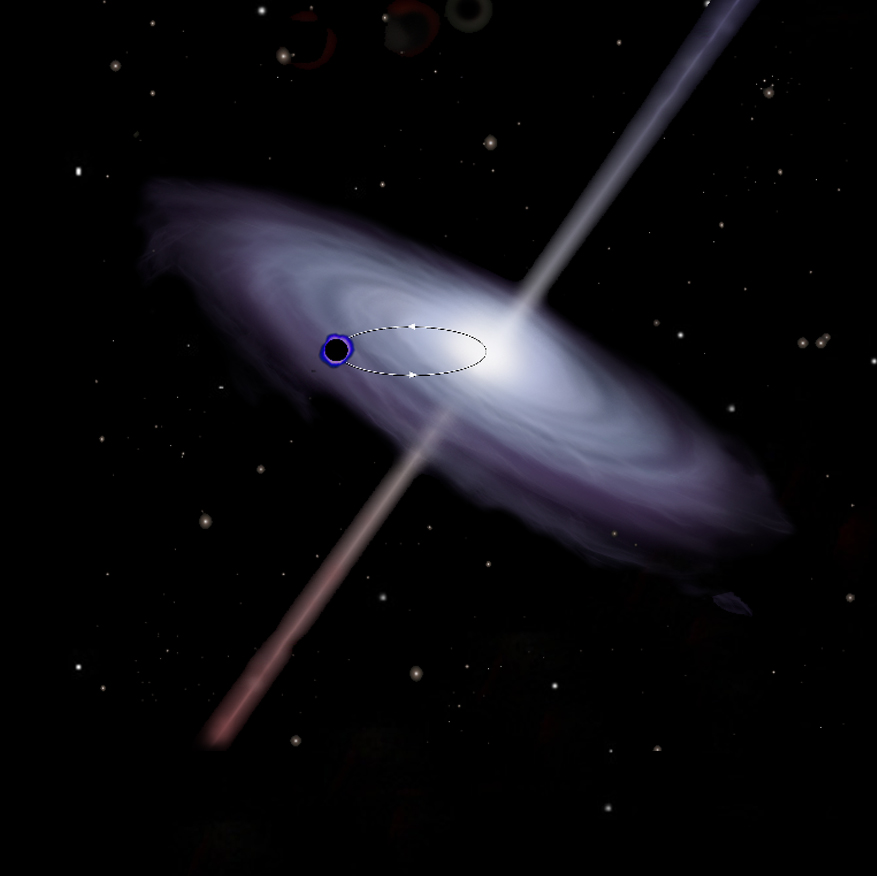
Forat negre estel·lar

Un forat negre estel·lar és un forat negre format pel col·lapse gravitatori d'una estrella massiva (20 o més masses solars, encara que la quantitat de massa que cal per formar-lo no ha estat encara determinada i depèn de molts paràmetres) al final de la seva vida. El procés que s'observa és com una explosió de supernova o un esclat de raigs gamma. El forat negre estel·lar més gran conegut (fins al 2007) és 15.65±1.45 masses solars. Hi ha proves que la font de raigs X IC 10 X-1 és un forat negre estel·lar amb una massa probable de 24 a 33 masses solars.
En la teoria de la relativitat general un forat negre pot tenir qualsevol massa. Com més baixa sigui la massa, més alta serà la densitat de la matèria per tal de formar el forat negre: no existeixen processos coneguts que puguin produir forats negres amb masses menors que unes vegades la massa del Sol. Si existissin, serien probablement forats negres primordials.
El col·lapse d'una estrella és el procés natural que produeix un forat negre. És inevitable al final de la vida d'una estrella, quan la font d'energia de l'estrella s'ha exhaurit. Si la massa de la part de l'estrella que es col·lapsa està per sota d'un cert valor crític, el producte final és una estrella compacta, una nana blanca o una estrella de neutrons. Totes aquestes tenen una massa màxima. Si l'estrella que es col·lapsa excedeix aquesta massa límit, el col·lapse continuarà indefinidament (col·lapse gravitatori catastròfic) i es formarà un forat negre. La massa màxima d'una estrella de neutrons no és ben coneguda, però es pensa que ha de ser sobre les 3 masses solars. El forat negre estel·lar amb menor massa observat té una massa estimada de 3,8 masses solars.
Hi ha proves observacionals d'uns altres dos tipus de forats negres, que encara són molt més massius que el forat negre estel·lar. Són els forats negres de massa intermèdia (al centre de cúmuls globulars) i forats negres supermassius del centre de la Via Làctia i galàxies actives.
Un forat negre només pot tenir tres propietats fonamentals: massa, càrrega elèctrica i moment angular. Es pensa que els forats negres que es formen en la natura tenen moment angular, però no hi ha cap observació definitiva sobre la rotació. La rotació d'un forat negre estel·lar és deguda a la conservació del moment angular de l'estrella que el va produir.

## Les masses dels forats negres estel·lars observats en raigs X en sistemes binaris compactes
S'observen forats negres estel·lars en sistemes binaris propers quan la matèria es transfereix d'una estrella companya al forat negre. L'energia despresa en la caiguda cap a l'estrella compacta és tan gran que la matèria s'escalfa fins a temperatures de centenars de milions de graus i irradia raigs X. El forat negre és, per tant, observable en raigs X, mentre l'estrella companya es pot observar en telescopis òptics. Els forats negres i les estrelles de neutrons són sovint difícils de distingir.
Tanmateix, l'estrella de neutrons pot tenir propietats addicionals. Mostren una rotació diferencial, i poden tenir un camp magnètic i exhibir explosions localitzades (esclats termonuclears). Sempre que s'han observat aquestes propietats, l'objecte compacte en el sistema binari ha resultat una estrella de neutrons.
La massa derivada prové de l'observació de fonts de raigs X compactes (combinant dades de raigs X i òptiques). Totes les estrelles de neutrons identificades tenen una massa per sota de 3 a 5 masses solars. Cap dels sistemes compactes amb una massa superior a 5 masses solars ha revelat les propietats d'una estrella de neutrons. La combinació d'aquests factors fan més i més probable que el tipus d'estrelles compactes amb masses per sobre de 5 masses solars són, de fet, forats negres.
S'ha de tenir en compte que l'existència de forats negres estel·lars no es basa únicament en observacions sinó que també es basa en conceptes teòrics. No podem pensar en cap altre objecte per a aquests sistemes compactes massius en estrelles binàries que no sigui un forat negre. Una prova directa de l'existència d'un forat negre seria si algú observés l'òrbita d'una partícula que cau en un forat negre.

## Cops de forat negre
Les grans distàncies per sobre del pla galàctic assolides per algunes binàries són el resultat de puntades de peu natals de forats negres. La distribució de velocitats de les puntades de peu natals de forats negres sembla similar a la de les velocitats de cop d'estrella de neutrons. Caldria esperar que fossin els moments els que coincidissin, rebent els forats negres menor velocitat que les estrelles de neutrons a causa de la seva massa, però no sembla ser el cas, que pot ser degut a la reculada de la matèria expulsada asimètricament augmentant el moment del forat negre resultant.

## Buits de massa
Alguns models d'evolució estel·lar prediuen que els forats negres amb masses en dos rangs no es poden formar directament pel col·lapse gravitatori d'una estrella. De vegades es distingeixen com a bretxes de massa "inferior" i "superior", que representen aproximadament els rangs de 2 a 5 i de 50 a 150 masses solars (M☉), respectivament. Un altre rang donat per a la bretxa superior és de 52 a 133 masses solars (M☉). 150 masses solars (M☉) s'han considerat el límit superior de massa per a les estrelles a l'era actual de l'univers.

### Bretxa de massa inferior
Se sospita que hi ha una bretxa de massa inferior a causa de l'escassetat de candidats observats amb masses dins unes poques masses solars per sobre de la massa màxima possible d'una estrella de neutrons. L'existència i la base teòrica d'aquesta bretxa possible són incertes. La situació es pot complicar pel fet que els forats negres trobats en aquest rang de masses poden haver estat creats per la fusió de sistemes binaris d'estrelles de neutrons, en lloc del col·lapse estel·lar. La col·laboració LIGO/Virgo ha reportat tres esdeveniments candidats entre les seves observacions d'ones grevitacionals en l'execució d'O3 amb masses components que cauen en aquesta bretxa de massa inferior. També s'ha informat de l'observació d'una estrella gegant brillant i de rotació ràpida en un sistema binari amb una companya invisible que no emet llum, inclosos els raigs X, però que té una massa de 3,3+2,8-0,7 masses solars. Això s'interpreta com un suggeriment que hi pot haver molts forats negres de baixa massa que no estiguin consumint material en aquell moment i que, per tant, no es puguin detectar mitjançant el senyal de raigs X habitual.

### Buit de massa superior
La bretxa de massa superior es prediu mitjançant models exhaustius d'evolució estel·lar tardana. S'espera que en augmentar la massa, les supermassives assoleixin una etapa en què es produeixi una supernova d'inestabilitat de parells, durant la qual la creació de parells, la producció d'electrons i positrons lliures en la col·lisió entre nuclis atòmics i raigs gamma energètics, redueixi temporalment la pressió interna que suporta el nucli de l'estrella contra el col·lapse gravitatori. Aquesta caiguda de pressió condueix a un col·lapse parcial, que alhora provoca una combustió molt accelerada en una explosió termonuclear amb fuita tèrmica, cosa que provoca que l'estrella es desintegri del tot sense deixar una resta estel·lar.
Les supernoves d'inestabilitat de parells només poden ocórrer en estrelles amb un rang de masses d'al voltant de 130 a 250 masses solars (M☉) (i de baixa a moderada metal·licitat (baixa abundància d'elements diferents del hidrogen i l'heli -una situació comuna a les estrelles de Població III). Tot i això, s'espera que aquesta bretxa de massa s'estengui fins a unes 45 masses solars pel procés de pèrdua de massa pulsacional d'inestabilitat de parells, abans que es produeixi una explosió de supernova "normal" i el col·lapse del nucli. En estrelles no giratòries, el límit inferior de la bretxa de massa superior pot ser de fins 60 (M☉). S'ha considerat la possibilitat d'un col·lapse directe en forats negres d'estrelles amb una massa del nucli > 133 (M☉), cosa que requereix una massa estel·lar total de > 260 massa slar (M☉), però hi pot haver poques possibilitats d'observar un romanent de supernova de massa tan elevada; és a dir, el límit inferior de la bretxa de massa superior pot representar un límit de massa.
Les observacions del sistema LB-1 d'una estrella i una companya invisible es van interpretar inicialment en termes d'un forat negre amb una massa d'unes 70 masses solars, que quedaria exclòs per la bretxa de massa superior. Tot i això, investigacions posteriors han debilitat aquesta afirmació.
Els forats negres també poden trobar-se a la bretxa de massa a través de mecanismes diferents dels que impliquen una sola estrella, com la fusió de forats negres.

## Candidats a forats negres estel·lar (massius)
La Via Làctia conté diversos candidats a forats negres estel·lars que es troben més propers a nosaltres que el forat negre supermassiu de la regió del centre de la galàxia. Aquests candidats tots són membres de sistemes binaris de raigs X en què l'objecte compacte treu matèria al seu company mitjançant un disc d'acreció. Els forats negres probables en aquestes parelles van de 3 a més d'una dotzena de masses solars.
|               | Candidat a forat negre: massa (masses solars) | Massa companya (masses solars) | Període orbital (dies) | Distància a la Terra (anys llum) |
| ------------- | --------------------------------------------- | ------------------------------ | ---------------------- | -------------------------------- |
| A0620-00      | 9−13                                          | 2.6−2.8                        | 0.33                   | sobre 3500                       |
| GRO J1655-40  | 6−6.5                                         | 2.6−2.8                        | 2.8                    | 5000−10000                       |
| XTE J1118+480 | 6.4−7.2                                       | 6−6.5                          | 0.17                   | 6200                             |
| Cyg X-1       | 7−13                                          | ≥18                            | 5.6                    | 6000−8000                        |
| GRO J0422+32  | 3−5                                           | 1.1                            | 0.21                   | sobre 8500                       |
| GS 2000+25    | 7−8                                           | 4.9−5.1                        | 0.35                   | sobre 8800                       |
| V404 Cyg      | 10−14                                         | 6.0                            | 6.5                    | sobre 10000                      |
| GX 339-4      |                                               | 5−6                            | 1.75                   | sobre 15000                      |
| GRS 1124-683  | 6.5−8.2                                       |                                | 0.43                   | sobre 17000                      |
| XTE J1550-564 | 10−11                                         | 6.0−7.5                        | 1.5                    | sobre 17000                      |
| XTE J1819-254 | 10−18                                         | ~3                             | 2.8                    | < 25000                          |
| 4U 1543-475   | 8−10                                          | 0.25                           | 1.1                    | sobre 24000                      |
| GRS 1915+105  | >14                                           | ~1                             | 33.5                   | sobre 40000                      |
| XTE J1650-500 | 3.8±0.5                                       | .                              | 0.32                   | .                                |

### Extragalàctic
Els candidats fora de la nostra galàxia provenen de deteccions d'ones gravitacionals:
| Nom                      | Candidat a forat negre: massa (masses solars) | Massa companya (masses solars) | Període orbital (dies) | Distància a la Terra (anys llum) | Ubicació |
| ------------------------ | --------------------------------------------- | ------------------------------ | ---------------------- | -------------------------------- | -------- |
| GW150914 (62 ± 4) M☉     | 36 ± 4                                        | 29 ± 4                         | .                      | 1.3 milers de milions            |          |
| GW170104 (48.7 ± 5) M☉   | 31.2 ± 7                                      | 19.4 ± 6                       | .                      | 1.4 milers de milions            |          |
| GW151226 (21.8 ± 3.5) M☉ | 14.2 ± 6                                      | 7.5 ± 2.3                      | .                      | 2.9 milers de milions            |          |

La desaparició de N6946-BH1 després d'una supernova fallida a NGC 6946 pot haver donat lloc a la formació d'un forat negre.